# Axonema

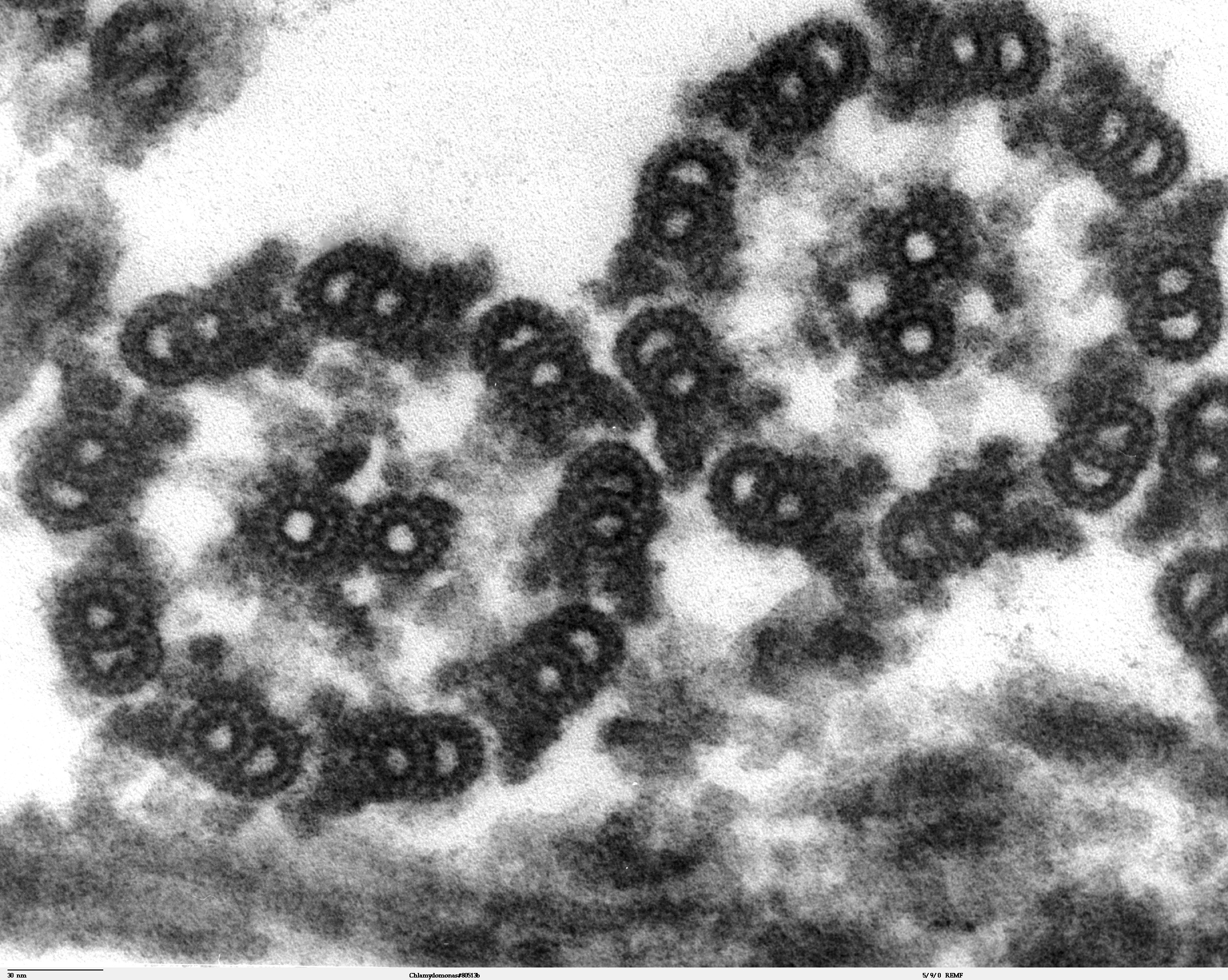
Axonemas de Chlamydomonas

Axonema é a estrutura contrátil dos flagelos e cílios, ou seja, é a parte da cauda que se contrai formada por nove pares de microtúbulos dispostos em cora que se prolongam do corpo
basal e um par central, além de proteínas associadas .Cada par é composto por um microtúbulo A, com 13 protofilamentos, e um
microtúbulo B, composto por 10 protofilamentos. No caso dos cílios motores, existem 9+2
pares de microtúbulos; no caso dos cílios primários existem 9+0 pares de
microtúbulos. Por esses microtúbulos, ocorre o transporte intraflagelar (IFT), que é
bidirecional, podendo ser anterógrado ou retrógrado. No caso do movimento anterógrado, a
proteína motora mais atuante é a cinesina, com movimento de vesícula do corpo basal para o
ápice do cílio. No caso do movimento retrógrado, a proteína motora mais atuante é a dineína,
com movimento de vesícula do ápice do cílio para o corpo basal. A movimentação das proteínas dos microtúbulos proporciona a movimentação dos cílios e flagelos.